# Selaginella presliana
Selaginella presliana är en mosslummerväxtart som beskrevs av Antoine Frédéric Spring. Selaginella presliana ingår i släktet mosslumrar, och familjen mosslummerväxter. Inga underarter finns listade i Catalogue of Life.